# Udeterus buquetii
Udeterus buquetii là một loài bọ cánh cứng trong họ Cerambycidae.